# (13285) Stephicks
(13285) Stephicks (1998 QK52) – planetoida z pasa głównego asteroid okrążająca Słońce w ciągu 3,85 lat w średniej odległości 2,45 j.a. Odkryta 17 sierpnia 1998 roku.